# Hårpisk
Hårpisk er en lang, tynd fletning eller pisk af hovedhår som hænger ned i nakken. Flettede hårpiske og delvist barberet hoved var påbudt frisure for alle mænd under Qing-dynastiet i Kina fra 1645 til 1912. Hårpiske var dessuden almindelig i den europæiske herremod i 1700-tallet. Skikken opstod som militær Soldatenzopf blandt preussiske soldater, men blev udbredt også i den civile moten, særlig i form af piskeparykker, pudderparykker med langt, stramt bundet nakkehår. Mange mænd fortsatte med hårpisk i eget hår også en tid efter at parykkerne gik af mode mod slutningen af århundredet.

## Galleri
- Maleri af slaget ved Leuthen med preussiske soldater med hårpisk.
- Manchuere med hårpisk
- Kinesisk-amerikansk mand med hårpisk i San Franciscos Chinatown.
- Den franske købmand Ildut Moyot med hårpisk